# Fuchi ni tatsu
Fuchi ni tatsu (淵に立つ?) ,noto anche con il titolo internazionale Harmonium, è un film del 2016 diretto da Kōji Fukada.
È stato presentato in concorso al Festival di Cannes 2016, nella sezione Un certain regard, vincendo il Premio della giuria.

## Trama
Toshio, sua moglie Akié e la loro figlioletta Hotaru vivono una vita tranquilla e senza grandi emozioni. Improvvisamente, una vecchia conoscenza di Toshio, Yasaka, appena uscito di prigione e senza un posto dove andare, entra nella vita della famiglia. Toshio accetta di accogliere Yasaka come assistente nella sua officina. Hotaru suona l'armonium ma è ancora una principiante. Yasaka comincia a legare con la piccola Hotaru, aiutandola con le lezioni di musica. Yasaka si dimostra inoltre servizievole e volenteroso sia nel lavoro in officina che nelle faccende di casa. Yasaka rivela ad Akié di essere stato in prigione per undici anni per omicidio e chiede perdono per non averlo detto prima.
Lentamente, Yasaka entra a far parte della famiglia e comincia a provare dei sentimenti per Akié. Toshio sospetta dei due durante una gita in riva al fiume. Nel frattempo però si scopre che Toshio aveva partecipato all'omicidio per cui Yasaka era stato condannato in prigione.
Al ritorno dalla gita al fiume, con Toshio fuori casa, Yasaka tenta di baciare Akié ma lei lo respinge. Yasaka allora se ne va ma sulla sua strada incontra Hotaru. Più tardi, Toshio trova Hotaru, ferita e priva di sensi, con Yasaka in piedi sopra di lei. Yasaka si alza, urlando ripetutamente il nome di Toshio, ma Toshio non risponde perché preoccupato per sua figlia. Yasaka a questo punto si allontana e scompare.
Otto anni più tardi, Toshio assume un nuovo assistente, Takashi. Questi rivela di essere il figlio illegittimo di Yasaka e che quest'ultimo era uno yakuza. Akié, divenuta iperprotettiva nei confronti di Hotaru, caccia via Takashi, colpevole di essersi avvicinato troppo a sua figlia. Akié e Toshio organizzano così una vendetta nei confronti di Yasaka, ma il piano si conclude tragicamente.

## Distribuzione
Il film è stato presentato al Festival di Cannes 2016 nella categoria Un certain regard, vincendo il Premio della Giuria. Il film è stato distribuito in Francia il 14 maggio 2016, con il titolo "Harmonium", mentre in Giappone è uscito con il suo titolo originale l'8 ottobre 2016.

## Accoglienza

### Critica
Simon Abrams ha ritenuto di dover suddividere il film in due parti: la prima parte vede i protagonisti oscillare confusamente tra le caratterizzazioni iniziali e le potenzialità di evoluzione. Nella prima parte del film le emozioni prevarrebbero così sullo sviluppo della trama. Nella seconda parte del film invece, il ritmo è proprio quello del tipico revenge-drama giapponese, sebbene ci sia un filo conduttore a livello emozionale che lega in qualche modo con la prima parte, lasciando emergere ancora una volta il piano emotivo su quello più propriamente intellettivo.

## Riconoscimenti
- 2016 
  - Festival di Cannes
    - Prix du Jury sezione Un certain regard
- 2017
  - 11° Asian Film Awards
    - Miglior attore a Tadanobu Asano
    - Candidatura come Miglior film
    - Candidatura come Miglior regista a Kōji Fukada
- 2017 
  - Mainichi Film Concours
    - Migliore attrice a Mariko Tsutsui